# Sandalodes joannae
Sandalodes joannae là một loài nhện trong họ Salticidae.
Loài này thuộc chi Sandalodes. Sandalodes joannae được Marek Żabka miêu tả năm 2000.